# Bob Curiano
Robert Paul « Bob » Curiano (né le 27 septembre 1954 sur l'île de Long Island) est un musicien, auteur-compositeur et producteur américain, qui joue principalement de la guitare, de la basse, et chante. Depuis 2015, il joue au sein de Rainbow (groupe fondé par Ritchie Blackmore) sous le pseudonyme de Bob Nouveau,. De 2000 à 2006, il se produit et enregistre avec Blackmore's Night (autre groupe de Ritchie Blackmore) sous le nom de scène Sir Robert of Normandie,.

## Biographie
Robert Curiano commence à tourner à la fin des années 1970 en tant que bassiste du groupe Mink DeVille, basé à Manhattan. Il en fait partie pendant une décennie avant de se consacrer à l'écriture et à la production de pièces musicales personnelles.
En 1993, il est le premier producteur et auteur-compositeur des Backstreet Boys : « Un de mes amis (Lou Pearlman) m'a téléphoné et m'a dit : "J'ai trouvé ces gamins. Peux-tu descendre avec eux en Floride ?" C'étaient de gentils petits gars, mais ils ne savaient pas vraiment très bien chanter les harmonies », se souvient Curiano de cette première rencontre avec le groupe d'adolescents qui se fait appeler « les Backstreet Boys ». Au début, Curiano dirige les prestations des Backstreet Boys : « Quand Jive Records s'en sont occupés, ils ont nettoyé la maison, amené leurs propres employés, et je n'y ai pas vraiment trouvé ma place », se souvient Curiano.
Curiano rencontré Ritchie Blackmore pour la première fois au Normandy Inn, une taverne de Long Island. Ils parlent de la musique sur quelques pintes et jouent ensemble quelques titres, ce qui vaudra à Curiano le nom de scène « Sir Robert of Normandie ». En octobre 2000, Curiano rejoint Blackmore's Night  pour les derniers concerts de la tournée Under a Violet Moon,. Curiano annonce son départ du groupe le 22 septembre 2006 à l'issue de la deuxième tournée européenne de l'année. Il revient à sa passion de composer de la musique. Blackmore et lui se séparent en bons termes et restent amis.
En 2015, lorsque Ritchie Blackmore décide de reformer Rainbow, il propose le poste de bassiste à Curiano. La nouvelle formation est annoncée le 6 novembre 2015,. Curiano y est mentionné sous le nom de scène Bob Nouveau, comme il l'explique : « C'est une des meilleures blagues de Blackmore qui m'a dit : "Tu as besoin d'un nom de scène." Je me suis demandé : "Je dois être un « nouveau » Bob ?"  Alors j'ai adopté le nom français. A l'annonce de la reformation du groupe, les fans se sont interrogés : "Putain, c'est qui Bob Nouveau ?" J'ai donc ouvert ma page Facebook pour clarifier ce qui s'était passé ».
Bob vit à Ridgefield dans le Connecticut où il écrit et se produit indépendamment en tant que guitariste et bassiste.

## Discographie

### Blackmore´s Night
- Fires at Midnight (2001)
- Ghost of a Rose (2003)
- Castles and Dreams (2004)
- The Village Lanterne (2006)
- Paris Moon (2006)

### Rainbow
- Memories in Rock - Live in Germany (2016)
- Live in Birmingham 2016 (2017)
- Waiting for a Sign (2018)
- Memories in Rock II (2018)